# Lễ cúng bến nước (người M'Nông)
Lễ cúng bến nước là một lê hội của người M'Nông. Theo phong tục người dẫn sẽ cõng nước từ đầu nguồn về nhà để làm nghi lễ tạ ơn cúng tổ tiên và mời thần linh về chứng giám lễ tạ ơn thần nước. Dân làng cầu mong thần nước phù hộ sức khỏe cho gia đình, cho buôn làng, cầu mong thần núi, thần sông cho mưa thuận gió hòa, cho mùa màng tốt tươi, mang lại nhiều hạt gạo cho dân làng.
Đoàn rước lễ gồm chủ lễ cũng là chủ bến nước, già làng, thầy cúng, cùng các anh em trai của người chủ nhà, hai thiếu nữ là con cháu của những người chủ nhà. Thầy cúng làm lễ gọi thần núi, thần nước đến nhà chứng kiến lễ tạ ơn, chủ bến nước là người đứng ra khai phá, phát hiện nguồn nước. Nếu người này mất đi thì con cháu hoặc người kế vị sẽ đảm nhận chức danh này.
Dân làng thường cúng vật hiến sinh là trâu, bò, heo, cỏ, gạo, nếp, rượu cần. Các thiếu nữ cùng hòa nhịp với âm vang cồng chiêng.